# 游彌堅
游彌堅（1897年10月21日—1971年12月12日），原名游柏，台灣政治人物，生於日治臺灣臺北縣芝蘭一堡灣仔庄游厝（今臺北市內湖區寶湖里），中國國民黨籍，曾任臺北市市長。親孔宋系。

## 生平
1897年，誕生於芝蘭一堡新里族灣仔庄游厝的農家，排行為長。祖籍福建省漳州府詔安縣二都秀篆，係來台第6代裔孫。世代務農，祖父紅寬，曾擔任地方保正職務。父名石能，字頤康，從事農業外，亦兼營雜貨店，母姓林名銚，出身於南港書香家庭。
1910年（13歲）就讀松山公學校，1914年（17歲）考入台灣總督府國語學校（今臺北市立大學博愛校區）。畢業後於1918年在國語學校附屬公學校擔任訓導（日本戰前教師職階），同年轉往艋舺公學校擔任訓導。1920年在老松公學校擔任教諭2年，1921年再回到松山公學校服務。1923年調升成德學院擔任教諭。27歲時赴東京就讀日本大學政治經濟學科，其後於法國巴黎政治大學政經系畢業。
1927年赴北平，初在印刷廠工作，1929年轉赴南京，擔任三民中學英文教職，結識軍事學家蔣方震（百里），由其推薦入中國國民黨，並介紹到中央軍官學校任少校政治教官職。蔣氏並為之作媒，於1931年續弦王淑敏女士，為王賡之胞妹。
1932年，擔任顧維鈞之秘書，並隨之赴任駐法大使館，深獲顧氏倚重。公暇之餘，進修巴黎大學。1934年冬天，辭職返國，續任兵工署應用化學研究所總務科長；1935年，轉職湖南省財政廳視察，兼任湖南大學教授。1937年調任湖南邵陽（寶慶）稅務局長；到職後，多所釐革，如取消包稅制度，改為直接稽徵，稅入倍增，因此，調昇財政廳第一科科長。
1939年辭公職，赴香港擔任華僑實業公司協理兼緬甸仰光分公司經理；經常往來雲南、緬甸、香港間，運補戰時物資業務。1941年2月，被推舉為臺灣革命同盟常務委員。同年底，日軍攻佔香港，為掩護官員內渡，遂混入難民隊伍中；未料於深圳被日軍憲兵隊攔截，獨受審訊，鞭打逼供，酷刑重傷。脫險後，暫住雲南昆明；隔年，再移居重慶。
1943年初，受任財政部花紗布管制局總務處長，兼視察室主任及總電臺臺長3要職。同年5月，奉聘為台灣設計委員會委員，對台灣戰後的財經措施，多所獻策。
1945年台灣戰後，以台灣區財政金融特派員身分，返台辦理接收事宜，同年10月17日抵達基隆港。由於內湖鄉親父老，在先前就已從報章獲知，群聚碼頭，熱烈歡迎，盛況空前。游彌堅從人群中迅速的找到雙親，急忙趨前，跪泣不已；旁觀者，為之動容。返抵內湖故鄉時，鄉里為他張燈結綵，演戲辦桌，舉行盛大的歡迎會。
1946年3月，游彌堅接受台灣省行政長官陳儀派任以中華民國財政部專員並兼任台灣省台北市市長，任內利用職位上便利，套購日產近200幢，並曾以中山北路天理教會之基地贈黃朝琴、大正公園基地及鐵路飯店舊址贈李萬居、武藤醫院贈蘇紹為之妻譚素容。1950年卸任。而在1945年游彌堅任台北市市長之時，他邀集當時台灣文化界知名人士集資籌辦台灣東方出版社。1946年3月，任台灣省政府委員。同年並兼任國立台灣大學教授、淡江中學董事長兼校長，後又兼任台灣省教育會理事長。同年創立台灣文化協進會，分設文學、音樂、美術三部，延聘藝術界知名人士為委員。
1950年2月5日請辭台北市長獲准後，受聘擔任國立台灣大學經濟學系教授，惟仍擔任國民大會代表，並推動台灣觀光學不遺餘力，故有「台灣觀光事業之父」之稱。1950年受聘任為行政院設計委員，此後調任台灣紙業董事長，並擔任中國國民黨中央設計委員、《國語日報》董事長、仁濟救濟院董事長、世界紅卍字會臺灣分會會長、中華民國觀光事業協會會長等。
1971年12月12日病逝於台北市新生南路一段97巷28號自宅中，享壽75歲。12月27日上午在臺北市第一殯儀館景行廳舉行公祭，隨即發引安葬於陽明山第一公墓。

## 家庭
- 繼配王淑敏，長子並茂（元配所生），次子敬熙，三子宗熙，四子復熙。

## 延伸閱讀
- 張炎憲、莊永明、李筱峰編，《臺灣近代名人誌（一）》，自立晚報文化出版部1987年出版，ISBN 9575960866

| 前任： 黃朝琴 | 台北市市長 1946年3月1日—1950年2月21日 | 繼任： 吳三連 |